# WTA Luxemburg
Das WTA Luxemburg (offiziell: BGL BNP Paribas Luxembourg Open) war ein Damen-Tennisturnier der WTA Tour, das in Kockelscheuer bei Roeser ausgetragen wurde. Von 2001 bis 2021 wurde auf Hartplätzen (Belag bis 2000: Teppich) gespielt. Seit 2022 findet stattdessen ein Einladungsturnier ehemaliger Topspielerinnen statt.

## Siegerliste

### Einzel
| Jahr                         | Siegerin            | Finalgegnerin              | Ergebnis         |
| ---------------------------- | ------------------- | -------------------------- | ---------------- |
| ↓ Messe Turnier ↓            |                     |                            |                  |
| 1991                         | Jana Novotná        | Judith Wiesner             |                  |
| 1992                         | Jana Novotná        | Leila Mes’chi              |                  |
| 1993                         | Martina Navratilova | Mary Joe Fernández         |                  |
| 1994                         | Martina Navratilova | Arantxa Sánchez            |                  |
| 1995                         | Sabine Appelmans    | Mary Pierce                |                  |
| ↓ Kategorie: Tier III ↓      |                     |                            |                  |
| 1996                         | Anke Huber          | Karina Habšudová           | 6:3, 6:0         |
| 1997                         | Amanda Coetzer      | Barbara Paulus             | 6:4, 3:6, 7:5    |
| 1998                         | Mary Pierce         | Silvia Farina Elia         | 6:0, 2:0 Aufgabe |
| 1999                         | Kim Clijsters       | Dominique Van Roost        | 6:2, 6:2         |
| 2000                         | Jennifer Capriati   | Magdalena Maleewa          | 4:6, 6:1, 6:4    |
| 2001                         | Kim Clijsters       | Lisa Raymond               | 6:2, 6:2         |
| 2002                         | Kim Clijsters       | Magdalena Maleewa          | 6:1, 6:2         |
| 2003                         | Kim Clijsters       | Chanda Rubin               | 6:2, 7:5         |
| 2004                         | Alicia Molik        | Dinara Safina              | 6:3, 6:4         |
| ↓ Kategorie: Tier II ↓       |                     |                            |                  |
| 2005                         | Kim Clijsters       | Anna-Lena Grönefeld        | 6:2, 6:4         |
| 2006                         | Aljona Bondarenko   | Francesca Schiavone        | 6:3, 6:2         |
| 2007                         | Ana Ivanović        | Daniela Hantuchová         | 3:6, 6:4, 6:4    |
| ↓ Kategorie: Tier III ↓      |                     |                            |                  |
| 2008                         | Jelena Dementjewa   | Caroline Wozniacki         | 2:6, 6:4, 7:64   |
| ↓ Kategorie: International ↓ |                     |                            |                  |
| 2009                         | Timea Bacsinszky    | Sabine Lisicki             | 6:2, 7:5         |
| 2010                         | Roberta Vinci       | Julia Görges               | 6:3, 6:4         |
| 2011                         | Wiktoryja Asaranka  | Monica Niculescu           | 6:2, 6:2         |
| 2012                         | Venus Williams      | Monica Niculescu           | 6:2, 6:3         |
| 2013                         | Caroline Wozniacki  | Annika Beck                | 6:2, 6:2         |
| 2014                         | Annika Beck         | Barbora Záhlavová-Strýcová | 6:2, 6:1         |
| 2015                         | Misaki Doi          | Mona Barthel               | 6:4, 6:77, 6:0   |
| 2016                         | Monica Niculescu    | Petra Kvitová              | 6:4, 6:0         |
| 2017                         | Carina Witthöft     | Mónica Puig                | 6:3, 7:5         |
| 2018                         | Julia Görges        | Belinda Bencic             | 6:4, 7:5         |
| 2019                         | Jeļena Ostapenko    | Julia Görges               | 6:4, 6:1         |
| 2021                         | Clara Tauson        | Jeļena Ostapenko           | 6:3, 4:6, 6:4    |

### Doppel
| Jahr                         | Siegerinnen                               | Finalgegnerinnen                               | Ergebnis              |
| ---------------------------- | ----------------------------------------- | ---------------------------------------------- | --------------------- |
| ↓ Kategorie: Tier III ↓      |                                           |                                                |                       |
| 1996                         | Kristie Boogert Nathalie Tauziat          | Barbara Rittner Dominique Van Roost            | 2:6, 6:4, 6:2         |
| 1997                         | Larisa Neiland Helena Suková              | Meike Babel Laurence Courtois                  | 6:2, 6:4              |
| 1998                         | Jelena Lichowzewa Ai Sugiyama             | Larisa Neiland Olena Tatarkowa                 | 6:7, 6:3, 2:0 Aufgabe |
| 1999                         | Irina Spîrlea Caroline Vis                | Tina Križan Katarina Srebotnik                 | 6:1, 6:2              |
| 2000                         | Alexandra Fusai Nathalie Tauziat          | Lubomira Bacheva Cristina Torrens Valero       | 6:3, 7:60             |
| 2001                         | Jelena Bowina Daniela Hantuchová          | Bianka Lamade Patty Schnyder                   | 6:3, 6:3              |
| 2002                         | Kim Clijsters Janette Husárová            | Květa Peschke Barbara Rittner                  | 4:6, 6:3, 7:5         |
| 2003                         | Marija Scharapowa Tamarine Tanasugarn     | Olena Tatarkowa Marlene Weingärtner            | 6:1, 6:4              |
| 2004                         | Virginia Ruano Paola Suárez               | Jill Craybas Marlene Weingärtner               | 6:1, 6:7, 6:3         |
| ↓ Kategorie: Tier II ↓       |                                           |                                                |                       |
| 2005                         | Lisa Raymond Samantha Stosur              | Cara Black Rennae Stubbs                       | 7:5, 6:1              |
| 2006                         | Květa Peschke Francesca Schiavone         | Anna-Lena Grönefeld Liezel Huber               | 2:6, 6:4, 6:1         |
| 2007                         | Iveta Benešová Janette Husárová           | Wiktoryja Asaranka Shahar Peer                 | 6:4, 6:2              |
| ↓ Kategorie: Tier III ↓      |                                           |                                                |                       |
| 2008                         | Sorana Cîrstea Marina Eraković            | Wera Duschewina Marija Korytzewa               | 2:6, 6:3, [10:8]      |
| ↓ Kategorie: International ↓ |                                           |                                                |                       |
| 2009                         | Iveta Benešová Barbora Záhlavová-Strýcová | Vladimíra Uhlířová Renata Voráčová             | 1:6, 6:0, [10:7]      |
| 2010                         | Timea Bacsinszky Tathiana Garbin          | Iveta Benešová Barbora Záhlavová-Strýcová      | 6:4, 6:4              |
| 2011                         | Iveta Benešová Barbora Záhlavová-Strýcová | Lucie Hradecká Jekaterina Makarowa             | 7:5, 6:3              |
| 2012                         | Andrea Hlaváčková Lucie Hradecká          | Irina-Camelia Begu Monica Niculescu            | 6:3, 6:4              |
| 2013                         | Stephanie Vogt Yanina Wickmayer           | Kristina Barrois Laura Thorpe                  | 7:62, 6:4             |
| 2014                         | Timea Bacsinszky Kristina Barrois         | Lucie Hradecká Barbora Krejčíková              | 3:6, 6:4, [10:4]      |
| 2015                         | Mona Barthel Laura Siegemund              | Anabel Medina Garrigues Arantxa Parra Santonja | 6:2, 7:62             |
| 2016                         | Kiki Bertens Johanna Larsson              | Monica Niculescu Patricia Maria Țig            | 4:6, 7:5, [11:9]      |
| 2017                         | Lesley Kerkhove Lidsija Marosawa          | Eugenie Bouchard Kirsten Flipkens              | 6:74, 6:4, [10:6]     |
| 2018                         | Greet Minnen Alison Van Uytvanck          | Wera Lapko Mandy Minella                       | 7:63, 6:2             |
| 2019                         | Cori Gauff Caty McNally                   | Kaitlyn Christian Alexa Guarachi               | 6:2, 6:2              |
| 2021                         | Greet Minnen Alison Van Uytvanck          | Erin Routliffe Kimberley Zimmermann            | 6:3, 6:3              |